# Movimento Democratico Nazionale Amhara
L'Amhara National Democratic Movement (ANDM) è un Partito politico in Etiopia. Alle elezioni legislative del 2005, il partito era parte della coalizione EPRDF che conquistò 327 dei 527 seggi. Il presidente del partito è Addisu Legesse, e il Vice Presidente è Tefera Walwa.

## Storia
Il Movimento Democratico del Popolo Etiope (EPDM), il precursore dell'ANDM, fu fondato da ex militanti del Partito Rivoluzionario del Popolo d'Etiopia (EPRP) e sostenuto dal Fronte Popolare di Liberazione del Tigrè (TPLF).
Nel 1994, in occasione della sua terza conferenza organizzativa, l'EPDM cambiò il suo nome in Amhara National Democratic Movement (ANDM), segnando la sua transizione da movimento pan-etiope a partito etnico. Aveva il quartier generale a Waghimra nella provincia di Wollo,ed intraprese una lotta armata contro il Derg in quella zona a partire dal 1982. L'EPDM convocò la sua prima conferenza organizzativa a Jerba Yohannes, Waghimra,nel novembre 1983.Nel 1989 EPDM ed il suo alleato di lunga data, il TPLF si unirono per formare il Fronte Democratico Rivoluzionario del Popolo Etiope (EPDRF). Il partito ha successivamente cambiato nome in Partito Democratico Amhara, ADP.  Nel maggio del 2010, alle elezioni regionali l'ANDM vinse tutti i 294 seggi nella Regione degli Amara.
Nel 2019 il partito si è sciolto ed è confluito nel Partito della Prosperità. 